# Pardosa roscai
Pardosa roscai is een spinnensoort in de taxonomische indeling van de wolfspinnen (Lycosidae).
Het dier behoort tot het geslacht Pardosa. De wetenschappelijke naam van de soort werd voor het eerst geldig gepubliceerd in 1951 door Carl Friedrich Roewer.

## Voorkomen
De soort komt voor in Bulgarije, Roemenië en Turkije